# Daniel Sarky
Daniel Sarky, właściwie Daniel Orlic (ur. 3 lutego 1943 w Karlovac w Chorwacji (dawniej Jugosławii), zm. 6 grudnia 1999 w Paryżu, we Francji) – francuski aktor teatralny, filmowy i głosowy.

## Życiorys
W 1964 ukończył Konserwatorium Paryskie (Conservatoire National Supérieur d'Art Dramatique-CNSAD). Grał m.in. w serialach: Komisarz Moulin (Commissaire Moulin, 1974), Arsène Lupin (1973), Nana (1981), Trybunał (Tribunal, 1989) jako adwokat i Nestor Burma (1995).
Zmarł 6 grudnia 1999 w Paryżu na raka, w wieku 56. lat.

## Filmografia

### filmy fabularne
- 1969: Bye bye, Barbara (Żegnaj, Barbaro) jako Marc
- 1974: Pelikan (Le Pélican) jako Cazenave
- 1974: Nie można...po francusku (Impossible... pas français)
- 1974: Emmanuelle jako Jean
- 1977: L'Imprécateur jako Portal
- 1981: Asphalte jako chirurg
- 1983: Zig Zag Story jako Paul, patron de Radio F1
- 1984: Rachunek (L'Addition) jako Constantini
- 1987: Rywale (Ennemis intimes) jako partner Mony w pubie

### produkcje TV
- 1972: le 16 à Kerbriant jako Antoine Kervarec
- 1972: Les Boussardel jako Ferdinand Boussardel
- 1973: Arsène Lupin jako Leduc
- 1980: Wspaniały rogacz (Le Cocu magnifique) jako Ludovicus
- 1988: Witaj, kochasz mnie? (Allô, tu m'aimes ?) jako Séraphin

### Dubbing
- 1951: Latający marynarze (Flying Leathernecks) jako major Daniel Xavier Kirby (John Wayne)
- 1981-90: Falcon Crest
- 1987: Diplodo
- 1990: Następne 48 godzin (Another 48 Hours)
- 1989: Punisher (The Punisher) jako Frank Castle/The Punisher (Dolph Lundgren)
- 1991: W mroku pod schodami (The People Under the Stairs)
- 1992: Obcy 3 (Alien 3) jako Jonathan Clemens (Charles Dance)
- 1992: Huragan ognia (Rapid Fire) jako Mace Ryan (Powers Boothe)